# Maria Salleras Juan
Maria Salleras Juan és una treballadora social mallorquina. Va participar en lluita clandestina mallorquina contra el franquisme. Ha dirigit Càritas Diocesana a Mallorca, i actualment n'és representant al Consell de Cooperació al Desenvolupament de les Illes Balears i treballadora social d'Immigració i coordinadora de Part Forana. El 2008 va rebre el Premi Ramon Llull.